# Katrinebrunn

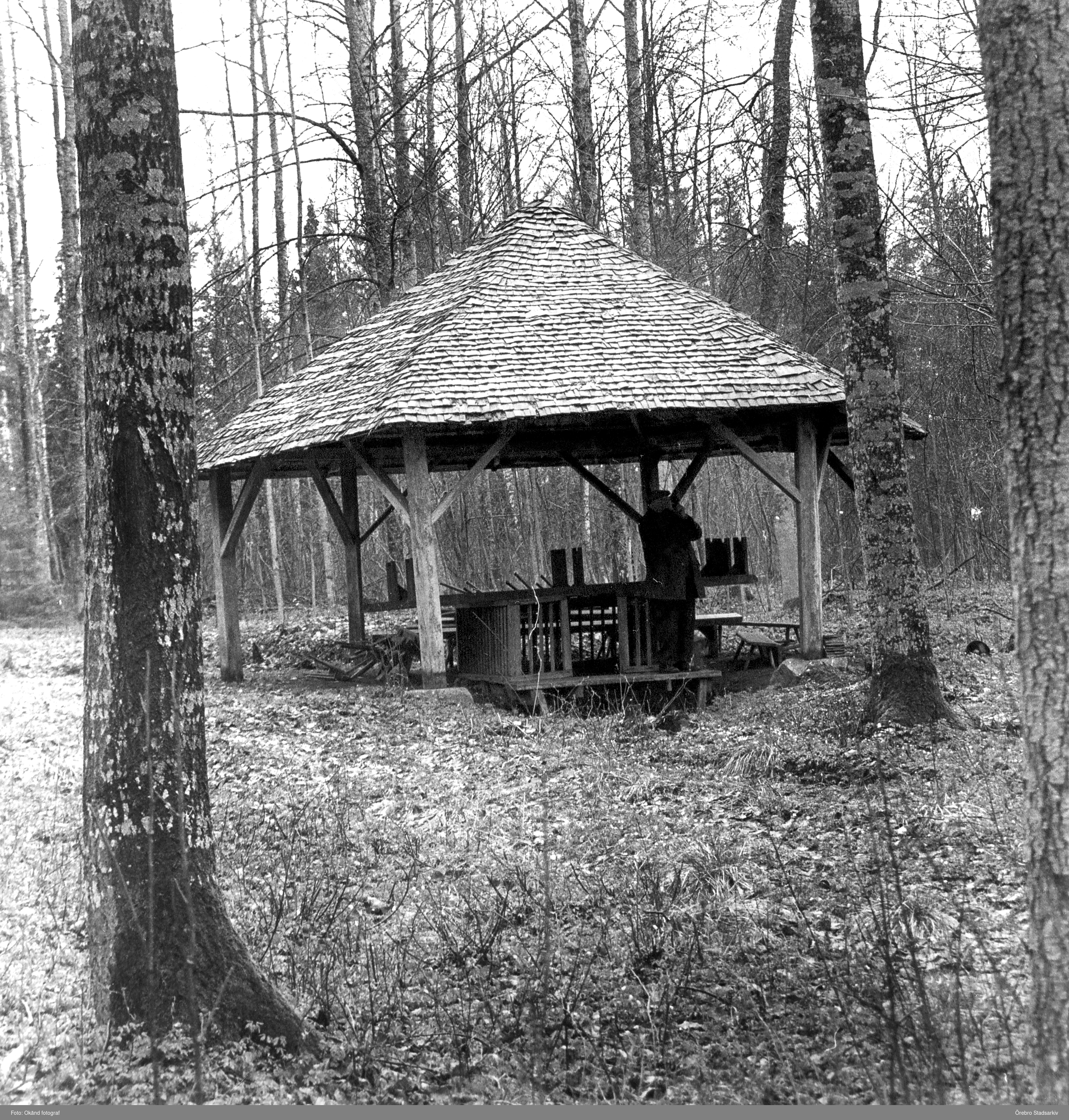
Katrinebrunn, fotografi från 1982-1984.

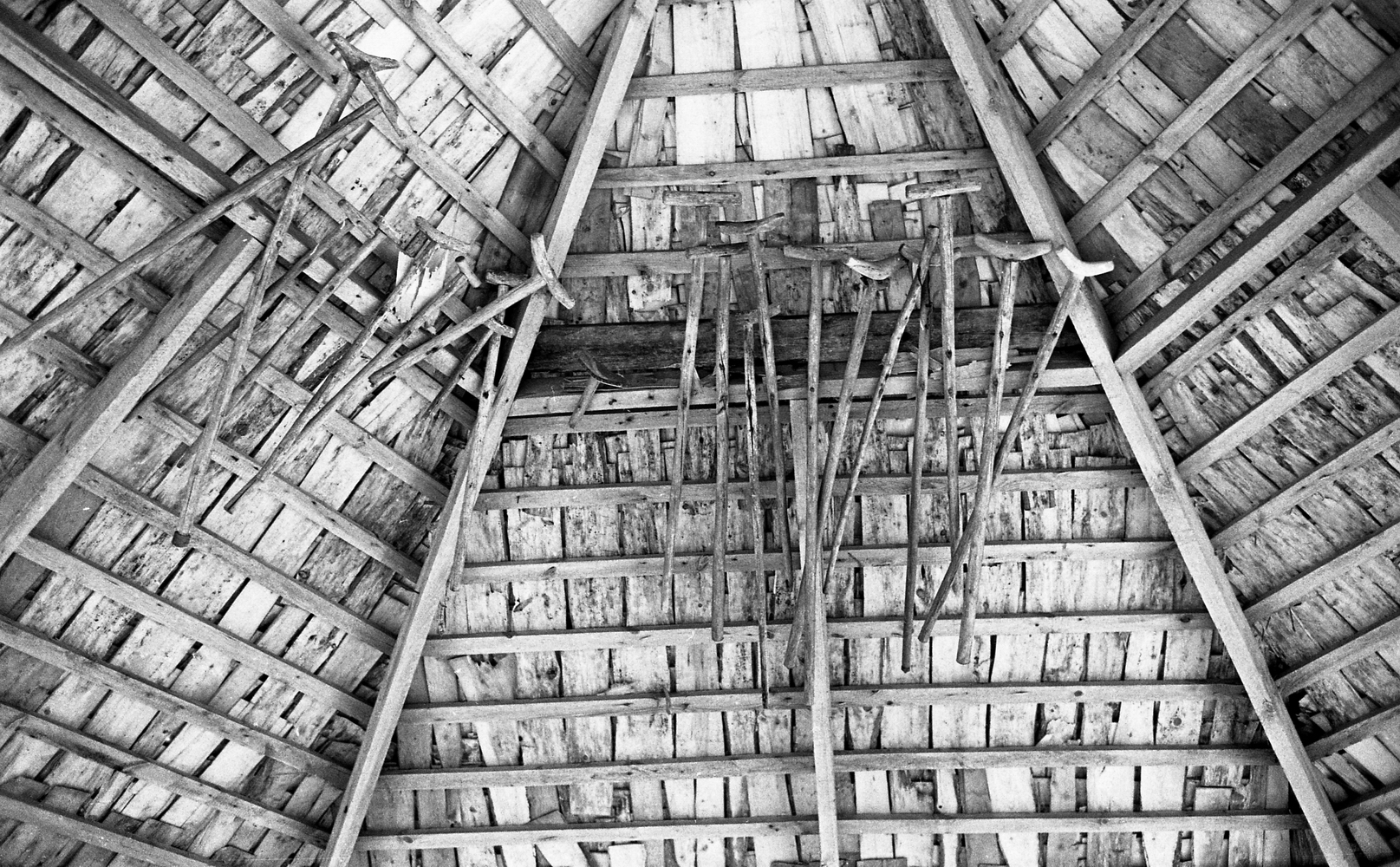
Kryckor och käppar i taket, Katrinebrunn. Fotografi från 1967.

Katrinebrunn, tidigare kallat Sankt Catrins brunn, var en hälsobrunn i Lännäs socken, Örebro kommun, troligen tagen i bruk på 1700-talet.
Förutom själva brunnspaviljongen, där man drack av det mineralhaltiga vattnet, fanns ett tvåvånings trähus där gästerna behandlades med varmbad, gyttje- och tallbarrsbad. Anläggningen nådde ingen större popularitet, utan var mer en samlingsplats för den lokala befolkningen, som där också samlades för att lyssna på predikningar eller fira sommarfester. År 1914 byggdes en intilliggande restaurang, men när verksamheten slutade två år senare monterades den ner och flyttades. 
I dag finns bara det sexkantiga spåntaket över den igenslammade källan kvar. I taket hänger en mängd kryckor och käppar som varit en del av marknadsföringen. Källans vatten lanserades nämligen som undergörande.